# 埃德蒙·费尔普斯

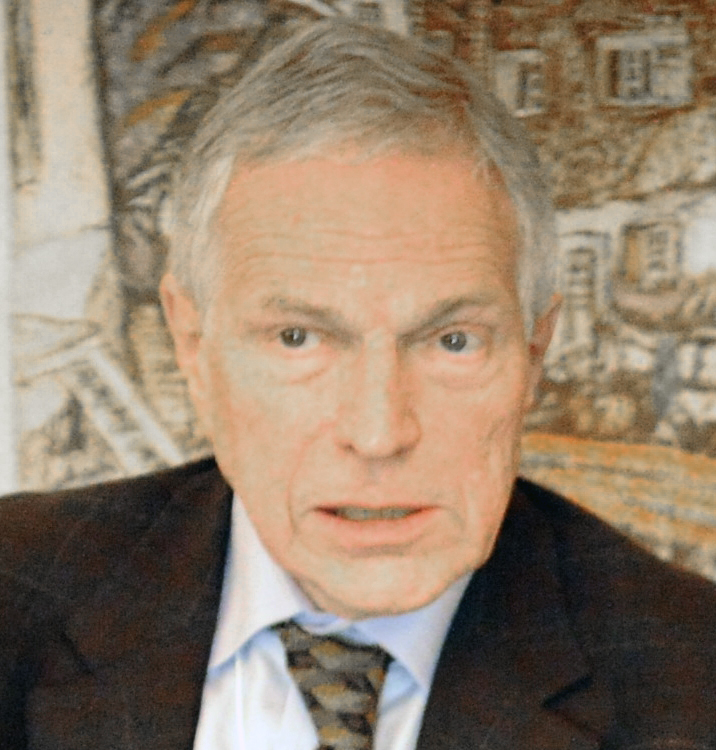

埃德蒙·史特羅哲·费尔普斯（英語：Edmund Strother Phelps, Jr.，1933年7月26日—），美国经济学家，现任美国哥伦比亚大学政治经济学教授。他通过研究证明了低通货膨胀率如何导致人们对未来低通货膨胀率的预期。
埃德蒙·费尔普斯教授的研究方向集中在宏观经济学的各个领域，被誉为现代宏观经济学的缔造者和影响经济学进程最重要的人物之一。他最重要的贡献在于经济增长理论，他指出通货膨胀不仅和失业率有关，也跟企业及雇员对价格的预期有关，并将基于理性预期的微观经济学分析引入到就业决定理论与工资-价格动态均衡和提出经济增长的资本累积黄金定律（Golden Rule savings rate；Goldene Regel der Akkumulation）等。
2006年，埃德蒙·费尔普斯因其“在宏观经济跨期决策权衡领域所取得的研究成就”而获得诺贝尔经济学奖。
瑞典皇家科学院认为，费尔普斯的研究“加深了我们对经济政策的短期影响和长期影响之间的关系”。他使人们更加清醒地认识到充分就业、稳定的价格和迅速的增长都是任何经济理论、政策的重要目标。并说“他强调，从根本上说，随着时间的推移，储蓄和资本形成与通货膨胀和失业之间的平衡都是关乎福利分配的问题。费尔普斯的分析对于经济理论和宏观经济政策都产生了深刻的影响。”

## 生平
- 1955年毕业于美国阿姆赫斯特学院，获文学学士学位；
- 1959年毕业于美国耶鲁大学，获博士学位，
- 先后执教于耶鲁大学和宾夕法尼亚大学，现任哥伦比亚大学政治经济学教授
- 2005年，成为北京工商大学名誉教授[1]。
- 2010年，担任闽江学院新华都商学院院长[2]。